# Чередніченко Надія Іларіонівна
Надія Іларіонівна Чередніченко  (нар. 14 серпня 1927, Богуслав, Київська область — 14 червня 2019) — радянська і російська акторка театру та кіно. Заслужена артистка РРФСР (1971).

## Життєпис
Закінчила акторський факультет Всесоюзного державного інституту кінематографії (1949) та Музичний педагогічний інститут ім. Гнесіних по класу вокалу (1960).
У кінематографі — з 1946 року (перша роль — Ніна Грекова у фільмі Андрія Фролова «Перша рукавичка»). З 1949 р. — акторка Центральної студії кіноактора, де пропрацювала понад 30 років.
Знялася у півтора десятках картин: «Чемпіон світу» (1954, Настя), «Додому» (1960, Ольга), «Василь Докучаєв (фільм)» (1961, Ганна Єгорівна, дружина Докучаєва), «Душка» (1966, акторка), «Соняшники» (1970) та ін., а також в українських фільмах:
- «Багаття безсмертя» (1955, леді Марфі)
- «Матрос Чижик» (1955, Марія Іванівна)
- «Коли співають солов'ї» (1956, Катя — головна роль)
- «Координати невідомі» (1957, Нюра)
- «Олекса Довбуш» (1959, Яблонська)

Виступала з концертами класичного репертуару.
Була одружена з актором І. Переверзєвим (у шлюбі народився син), режисером П. Тодоровським (у шлюбі народилася дочка).